# 琵琶池

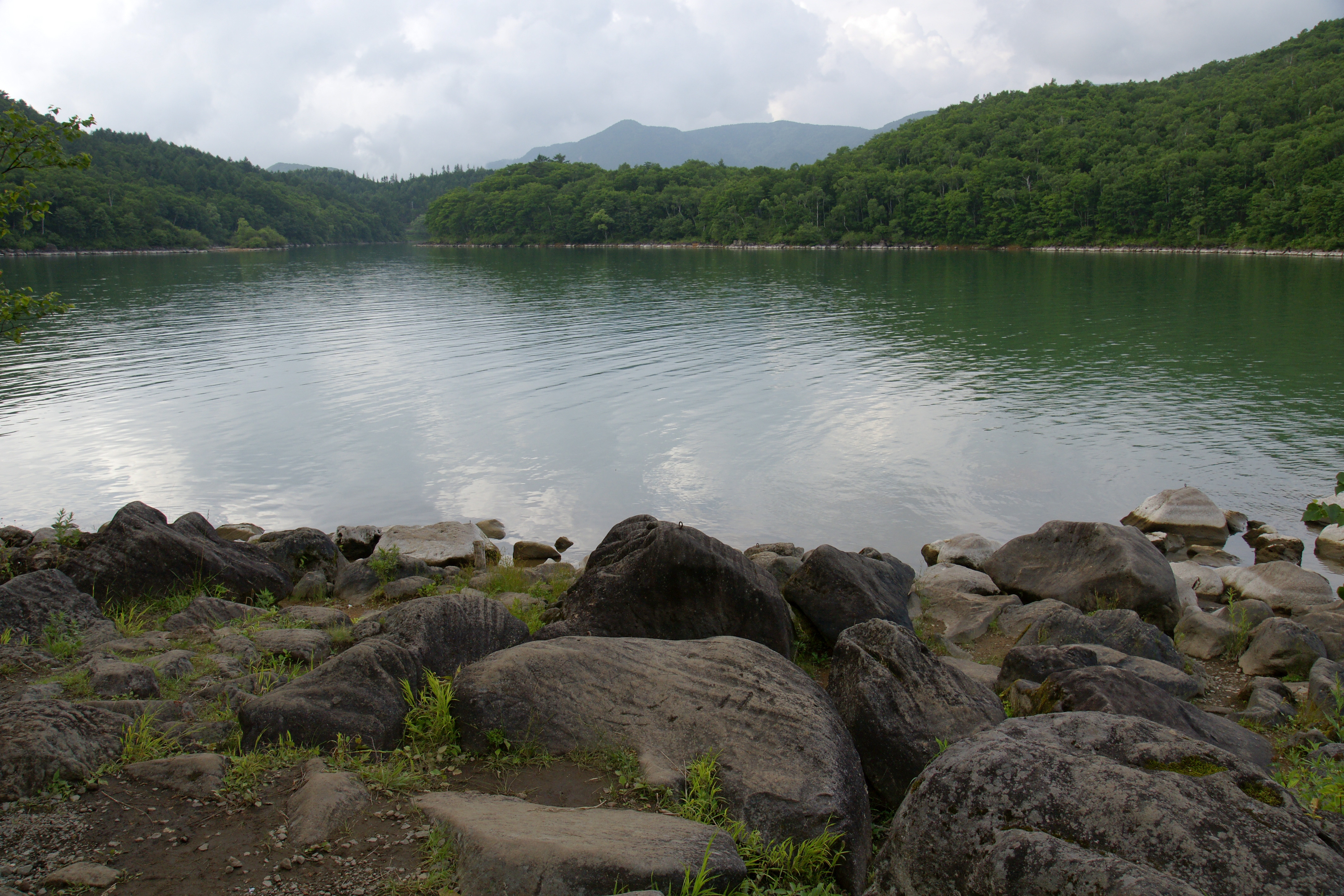
琵琶池

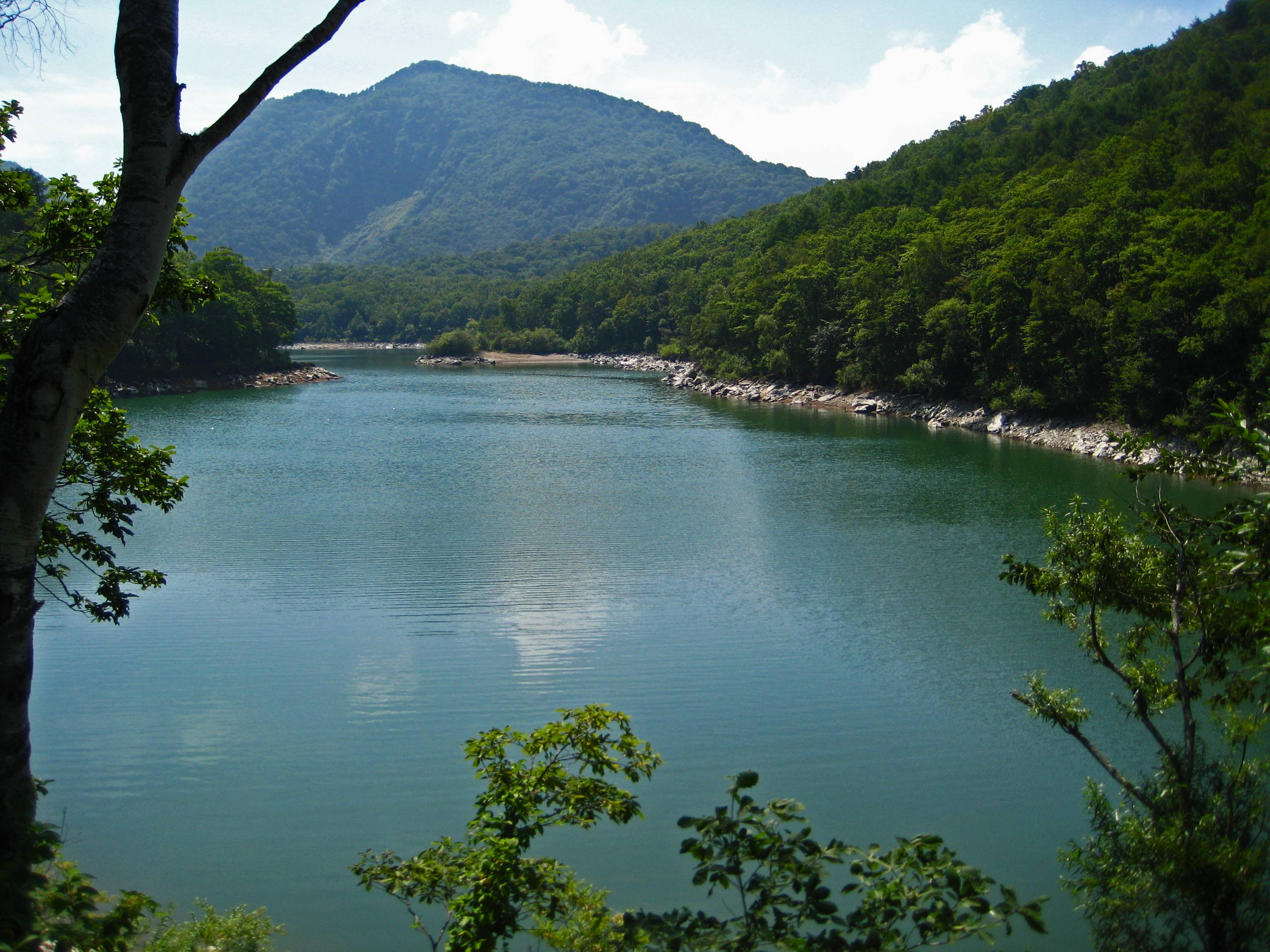
琵琶池

琵琶池（びわいけ）は長野県下高井郡山ノ内町の志賀高原にある池である。形状が楽器の琵琶に似ていることが名称の由来とされる。

## 概要
志賀高原にある湖沼のうちの一つで、その面積は大沼池に次ぐ。池の周囲は白樺林になっており、蓮池から続くトレッキングコースが整備されている。
約20万年前の火山活動によって誕生した池とされ、それは大沼池のように溶岩による河川の堰き止めによるものと異なり、窪地となった場所に水が溜まり形成されたとされる。現在は中部電力平穏第一発電所の調整池としての役割を担う。

## 周辺
- 一沼
- 丸池
- 蓮池